# Abramivka, Vîșhorod
Abramivka (în ucraineană Абрамівка) este localitatea de reședință a comunei Abramivka din raionul Vîșhorod, regiunea Kiev, Ucraina.

## Demografie
Componența lingvistică a localității Abramivka
     Ucraineană (98,6%)
     Alte limbi (0,93%)
Conform recensământului din 2001, majoritatea populației localității Abramivka era vorbitoare de ucraineană (98,6%), existând în minoritate și vorbitori de alte limbi.

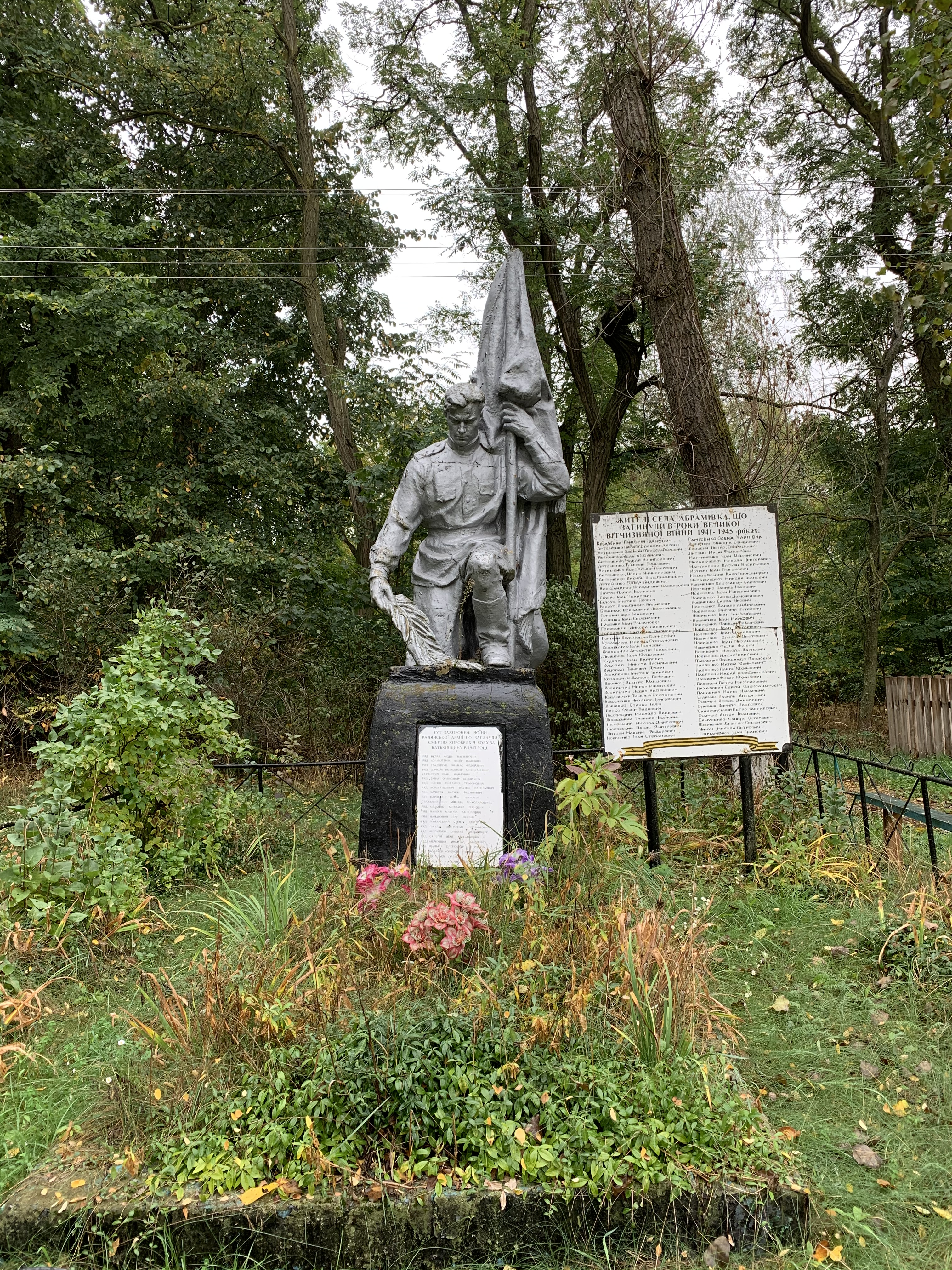
Mormânt comun cu 21 de soldați sovietici